# Poobah
Poobah ist eine US-amerikanische Band aus Youngstown in Ohio, die 1972 von Jim Gustafson gegründet wurde und mit Unterbrechungen bis heute existiert. Sie gelten als Protometal-Pioniere, gerade die erste Platte Let Me In ist ein begehrtes Sammlerstück. Preise zwischen 300 und 900 $ für ein Original sind nicht ungewöhnlich.
Insgesamt veröffentlichte Poobah von 1972 bis 2020 14 Alben.
Die Band erhielt größere Bekanntheit durch Verwendung ihrer Lieder in der Fernsehserie Graves und dem Hollywoodfilm Josie.

## Geschichte

### Die Anfänge
1967–1969 ist Jim Gustafson Gitarrist und Sänger bei den Daze Endz. Im Alter von 15 Jahren nimmt er 1968 seine erste Schallplatte auf, die Single What Can I Do? / Knock on Wood. Die Lieder schrieb und sang er selbst und spielte dazu elektrische Gitarre. Phil Jones, späteres Gründungsmitglied von Poobah, spielt den Bass auf der Aufnahme.
1969 bis 1972 ist Jim Gustafson Gitarrist und Sänger bei Biggy Rat, wo eine weitere Single mit dem Titel Look Inside Yourself / I'm a Woman, aufgenommen in Memphis (Tennessee) mit Billy Cox, dem Bassisten des gerade gestorbenen Jimi Hendrix, als Produzent entsteht. Weitere Mitglieder der Band waren Scott Hunter, Gary Dipasquale, Shirliann Shank, später Steve Rohrbaugh und Frank Amedia. Biggyrat treten als Vorgruppe von Cheech & Chong, Ted Nugent, Alice Cooper, Sugarloaf und anderen auf.
Nachdem Jim Gustafson Biggy Rat verließ, gründet er die neue Band Poobah mit Bassist Phil Jones und Schlagzeuger Glenn Wiseman als Hardrock-Trio. Der Name der Gruppe bezog sich auf den Spitznamen eines gefürchteten Mädchens an Jim Gustafsons Schule. 1972 erfolgt mit einer kleinen Erbschaft seiner Großmutter die Aufnahme des Albums Let Me In im Peppermint Studio in Youngstown, Ohio. Das Album hat großen Erfolg in lokalen Radiosendern. Die auf 500 Platten begrenzte erste Pressung des Albums wird an einem einzigen Tag von National Record Mart vollständig verkauft.

### Erste Umbesetzungen und zeitweilige Auflösung
Nach inhaltlichen Auseinandersetzungen mit Jim Gustafson verlässt Glenn Wiseman 1973 die Band und wird durch den erst sechzehnjährigen Steve Schwelling ersetzt. Wiseman kehrt später noch einmal zur Band zurück, scheidet aber bald wieder aus und wird durch Nick Gligor ersetzt. Die neue Besetzung arbeitet an Material für ein weiteres Album. Ab 1973 und folgenden Jahren beginnen Poobah in Touren und Shows mit anderen Musikern aufzutreten, darunter Ted Nugent, Canned Heat, Alice Cooper, ZZ Top, Blue Öyster Cult, Spirit, Uriah Heep, Mitch Ryder, Glass Harp, Godz, Foghat, Tim Curry, Judas Priest, Sean Lennon, Les Claypool, Eddie Money, James Gang, Cheech & Chong, Brownsville Station, Mark Lindsay, Trent Reznor (9 Inch Nails), Mark Chatfield, Sugarloaf und anderen.
1974 trennen sich Nick Gligor und der zwischenzeitlich hinzugekommene Gitarrist Pat O'Horo von Poobah, um eine eigene Band zu gründen. Der Schlagzeuger Gene Procopio und der Keyboarder Ken Smetzer, der den Sound von Poobah mit seiner Hammond-Orgel ergänzt, kommen dafür neu hinzu. Poobah hat in dieser Zeit auch mehrere Auftritte im Fernsehen. 1976 entsteht das Album U.S. Rock mit der neuen Plattengesellschaft A.E.I. Records. Camelot Music Distribution, die bereits ihren ganzen Bestand an Poobah Platten verkauft haben, bestellen 5000 Exemplare des neuen Albums vor. Die Band Poobah, völlig eingespannt mit Tourneen und Shows, erfährt zu spät, dass A.E.I. Records in finanziellen Schwierigkeiten steckt. In Folge der Pleite ihrer Plattengesellschaft löst sich Poobah 1978 auf. Jim Gustafson spielt zeitweilig in anderen Bands, ohne dass es zu weiteren Veröffentlichungen kommt.

### Neugründung
Jim Gustafson und Phil Jones gründen 1979 Poobah neu. Es kommt zu mehreren Umbesetzungen, aber es entsteht das vorerst letzte Album auf Vinyl, Steamroller von 1979. In den folgenden Jahren ist Jim Gustafson an den Gründungen mehrerer kurzlebiger Bands beteiligt, darunter Switch, die 1986 die Single Eye to Eye produzieren. Die erste einer Reihe von CD die wieder unter den Namen Poobah erscheint ist die Rock Collection von 1994. Es folgen weitere CD-Veröffentlichungen und personelle Umbesetzungen. Der Schlagzeuger Mike Fortino, dessen erste Veröffentlichung mit Poobah die CD Peacefarmer ist, bleibt bis heute Mitglied der Band. Andere langjährige Mitspieler sind die Bassisten Kevin Mc Illvaine und Dan Tharp.

### Neue Popularität
2010 schließt Poobah einen Vertrag mit Ripple Music Label. Das erste Album Let Me In wird von Tony Reed (Stone Axe / Mos Generator) neu abgemischt und als CD und als Doppelalbum auf Vinyl mit bisher unveröffentlichtem Bonusmaterial aus den Jahren 1972–73 wieder aufgelegt. Das Album erhält gute Kritiken und Anerkennung. Das Rolling Stone Magazin z. B. nimmt Let Me In in den "Top Ten Albums of the Year" auf. Das Goldmine Music Collector Magazine nennt das Album als "Reissue Pick of the Year" und Poobah "One of the world's most collectable psych rock bands". Das Goldmine Magazin veröffentlicht später im April 2021 ein Interview mit Poobah. Das Shindig! Magazin aus London schreibt eine positive Review über Let Me in in der Sommerausgabe von 2018.
Titel von Poobah werden in mehreren Filmproduktionen gespielt. Der Hollywood-Film Between Us verwendet 2016 den Titel Frustration von dem Album Steamroller. 2017 wird Enjoy What You Have von der LP Let Me In in der Fernsehserie Graves mit Nick Nolte verwendet und macht die Band einem größeren Publikum bekannt. Der Hollywood-Film Josie mit Sophie Turner verwendet 2018 den Titel Enjoy What You Have von dem Album Let Me In. In dem Film Youngstown: Still Standing tauchen fünf Titel von Poobah auf. 2020 kündigt Dave Wyndorf von Monster Magnet eine Coverversion von Poobah's Mr. Destroyer auf seinem nächsten Album an.
Poobah produziert die CD Blue 2018 und Evolver / Revlove 2020. Das Erscheinen eines weiteren Albums als CD und LP ist angekündigt.

## Poobah als Comic-Charactere

### Cover
Das Album Let Me In hat ein Cover im Stil amerikanischer Underground Comix der späten 1960er Jahre. Der Illustrator Jack Joyce fertigte die Zeichnung an, nachdem sich Jim Gustafson mit ihm über seine Vorliebe für Comics unterhielt.
Auch Larry Blake, bekannt durch seine für Marvel gezeichneten Comics für die Rockgruppe KISS, erstellte Zeichnungen für Poobah, eine Illustration für Steamroller und ein alternatives Cover für das Album US Rock.

### Ariane Eldar & The Theater of the Bloody Tongue
Die Gruppe Poobah wird erstmals 2016 in dem Taschenbuch Ariane Eldar's Little Proto Doom Guide: Bands, Records and Songs to Know, einem mit Comiczeichnungen illustriertem Sachbuch über das Musikgenre Proto-Doom, erwähnt. Als Autoren werden die Pseudonyme Ariane Eldar und Musikmaschinist angegeben, die auf Figuren des englischsprachigen, aber in Deutschland entstandenen Webcomics Theater of the Bloody Tongue beruhen.
Später erscheint Jim Gustafson als gezeichnete Figur in dem Webcomic Theater of the Bloody Tongue. Teile des Webcomics sind als Paperbackversion erschienen; Jim Gustafsons erstes Erscheinen ist im Paperback The Great Vinyl Cover Romance. Im Folgeband Blood, Sweat & Snow erscheint der Techniker Kenny Watt. Im nur als Druck erschienenen Hintergrundband Beyond the Scenes folgen der Schlagzeuger Mike Fortino, der Bassist Kevin McIlvaine und die Perkussionistin Lori Powers. In dem Paperback All Along the Bifröst Highway folgen noch der Roadmanager Dave Harker und der Techniker George "G" Kelly. Schließlich folgen noch der Session-Musiker Dan Tharp und der Ripple Records Leiter Todd Severin in dem Paperback The Zeppelin Will Rise Again. Dort ist Jim Gustafson auch von zwei weiteren Zeichnern porträtiert.
Zur Handlung: Jim Gustafson ist einer von vielen anderen berühmten Rockmusikern, darunter Mitglieder von den Who, Doors, Led Zeppelin, Beatles, Magma, Jefferson Airplane, Tangerine Dream, Lucifer’s Friend, Janis Joplin, Arthur Brown und den The 13th Floor Elevators, die nach einer Art magischen Unfalls, ausgelöst durch eine fehlerhafte Schaltung in einem bestimmten Effektgerät der 1960er Jahre, in einer düsteren, post-apokalyptischen Welt namens "Oblivions Gate" landen. Dort begegnet er der Titelfigur Ariane Eldar, einer durch verschiedene Welten reisende Hexe, die ihm und den anderen Musikern helfen will, in ihre eigene Welt und Zeiten zurückzukehren.
Jim Gustafson, der im Comic stets ein T-Shirt mit dem Logo von Ripple Records trägt, zeigt sich, wie auch Kevin McIlvaine, George Kelly und Dave Harker, auf Facebook mit T-Shirts, die Motive aus den Ariane Eldar Comics zeigen Jim Gustafson schrieb nach Angaben im Comic auch einen Songtext für einen fiktiven Song im Comic, der dort von Roger Daltrey von den Who gesungen wird.
Ebenfalls gibt es ein illustriertes Interview, in dem Jim Gustafson von Ariane Eldar zu seiner musikalischen Laufbahn und weiteren Themen befragt wird.

## Diskografie

### Alben (Vinyl)
- 1972: Let Me In
- 1976: U.S. Rock
- 1979: Steamroller

### Singles (Vinyl)
- 1973: Rock City / Bowleen
- 1975: Your Way, My Way / Let's Rock
- 1976: Through These Eyes / Watch Me!

### CD
- 1994: The Rock Collection
- 1998: Wizard of Psych
- 1999: Steamroller: Reissue
- 2004: Furious Love
- 2005: Underground
- 2006: Switch On
- 2007: No Control
- 2007: Live at the Cleveland Rock'n Roll Hall of Fame
- 2010: Let Me In: Reissue
- 2011: Compilation After and Before
- 2012: Peace Farmers
- 2014: Cosmic Rock
- 2015: US Rock: Reissue
- 2018: Blue
- 2020: Evolver / Revlove